# Cerkiew bojkowska

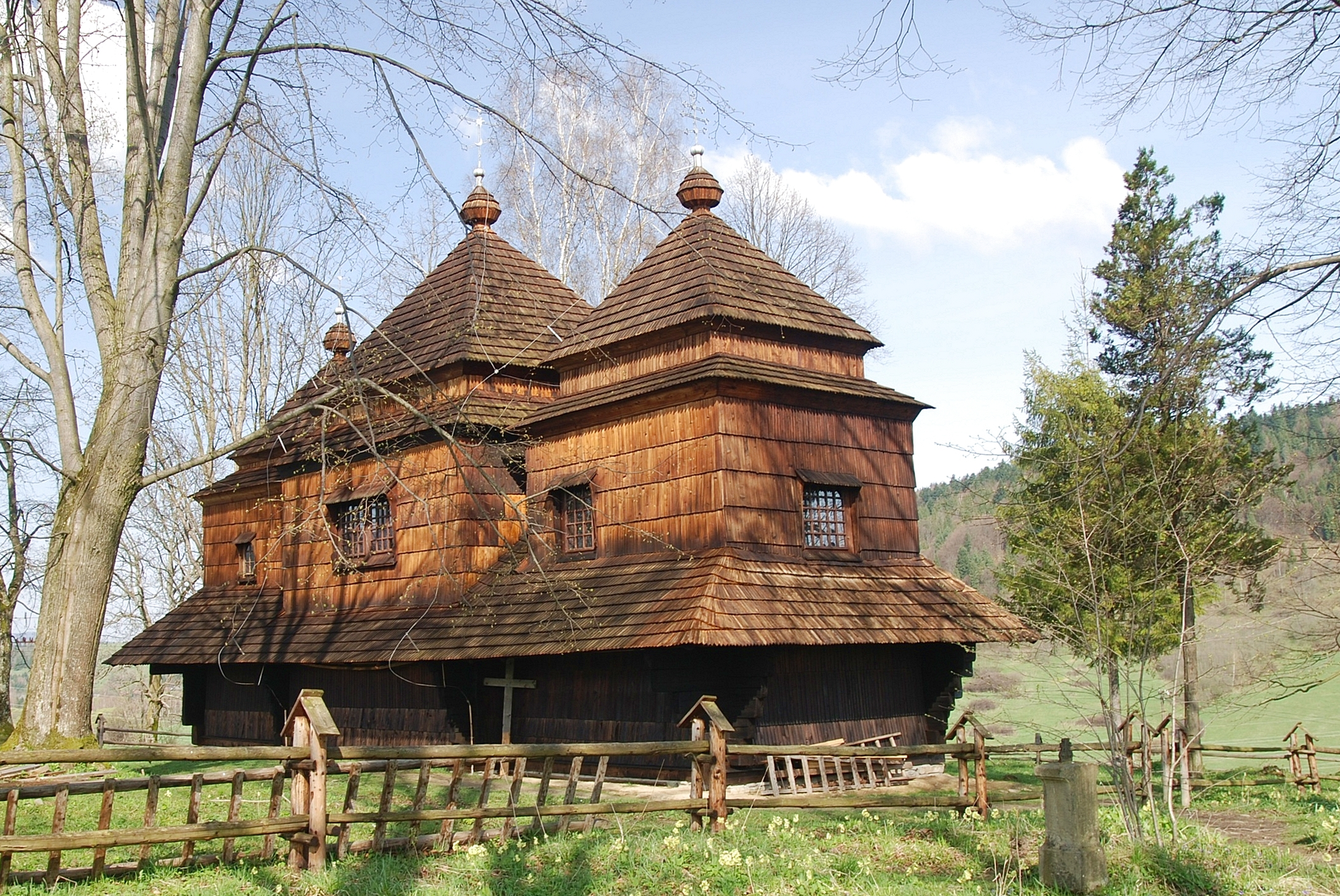
Cerkiew bojkowska w Smolniku nad Sanem

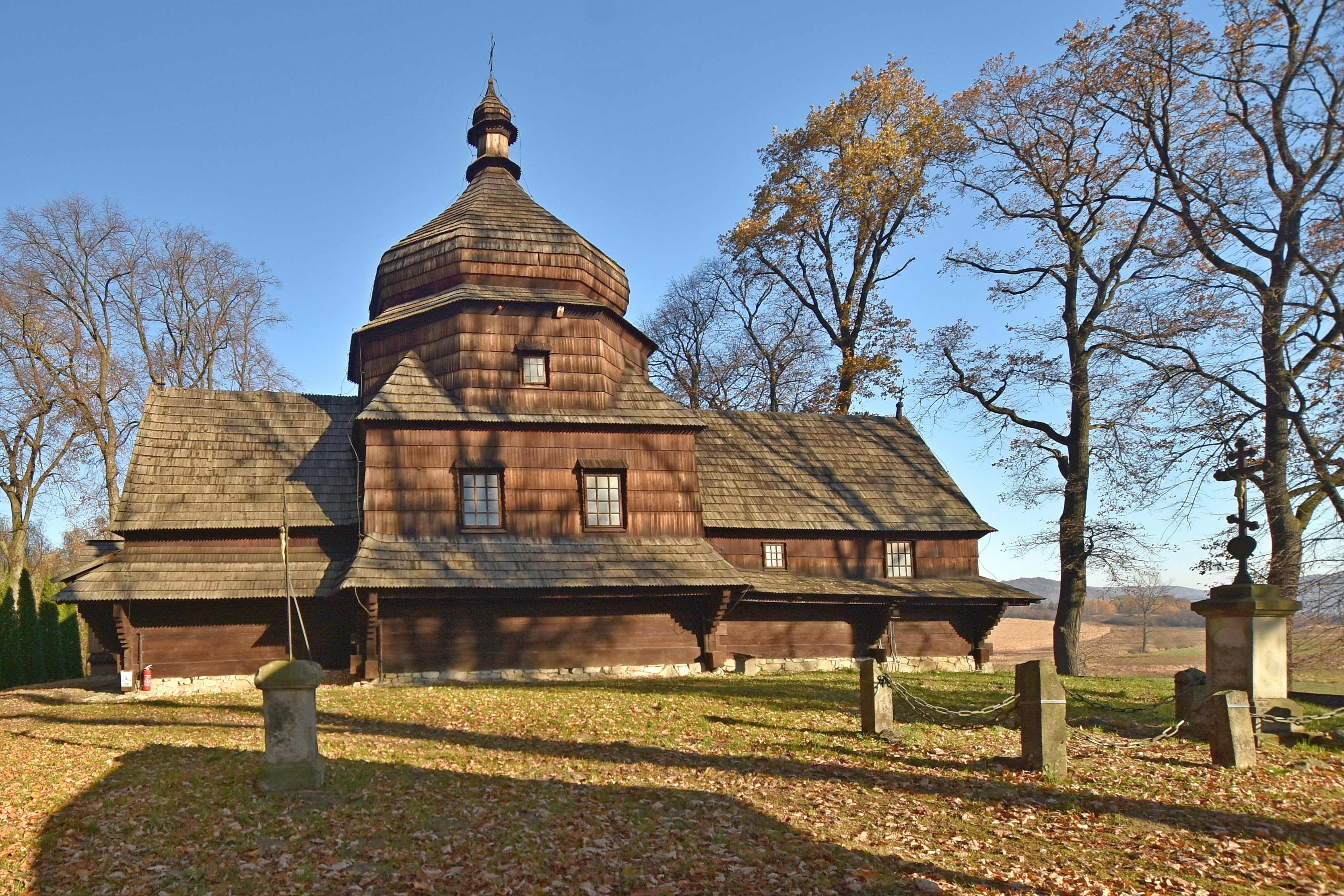
Cerkiew bojkowska w Czerteżu

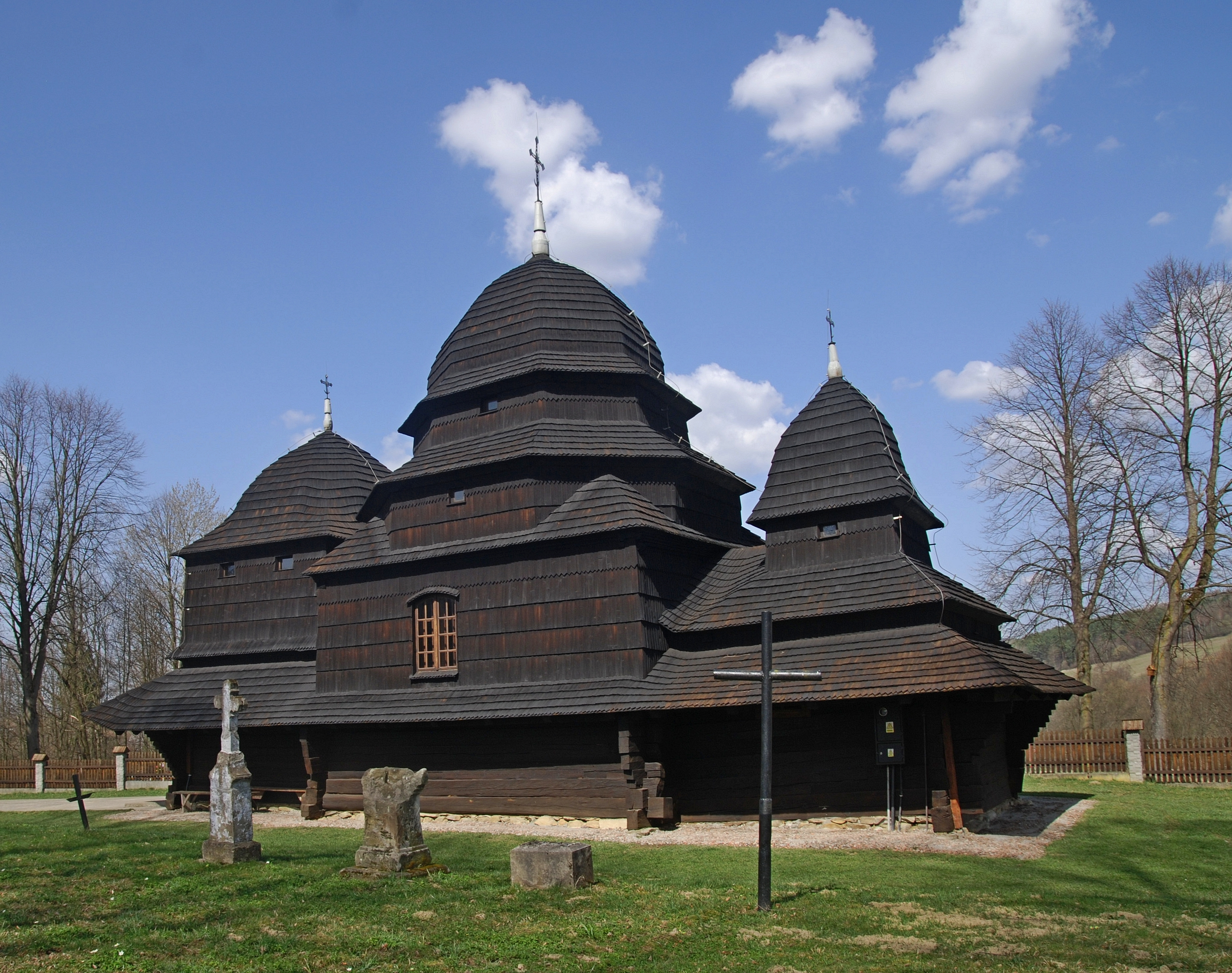
Cerkiew bojkowska w Równi

Cerkiew bojkowska – typ architektoniczny cerkwi występujący w Karpatach, na terenach zamieszkanych przez Bojków.

## Cechy charakterystyczne cerkwi bojkowskiej
Typ architektoniczny cerkwi bojkowskiej jest trójdzielny, z podziałem na przedsionek (babiniec), nawę oraz prezbiterium. Wszystkie te komponenty osiągają w cerkwiach bojkowskich zbliżone rozmiary (jedynie wysokość jest zróżnicowana), ich kilkakrotnie łamane dachy są wykończonej ośmiobocznymi lub czworobocznymi kopułami. Dzwonnice cerkiewne na ogół są konstrukcjami wolno stojącymi, rzadko pojawia się wieża (bez izbicy) położona nad babińcem. Cerkiew bojkowska to na ogół budowla drewniana
Istnieją różne opinie badaczy przedmiotu odnośnie do relacji pomiędzy cerkwią bojkowską a cerkwią łemkowską a narodowym typem cerkwi ukraińskiej. Roman Sułyk uznaje cerkwie bojkowskie za najbardziej archaiczny typ budownictwa cerkiewnego ukształtowanego w regionie, o najprostszej konstrukcji. M. Drahan uważa z kolei ten typ cerkwi za etap pośredni między typem ogólnoukraińskim a cerkwią łemkowską.
Kształt cerkwi bojkowskiej formował się pod wpływem połączenia różnych wpływów architektonicznych – wykształconego na południu Europy (Bałkany) modelu cerkwi oraz modelu kościoła obrządku łacińskiego (w szczególności barokowego, choć wskazuje się również na gotyk).

## Warianty architektoniczne cerkwi
W architekturze bojkowskiej wyróżnić dają się trzy typy cerkwi, różniące się pewnymi szczegółami rozplanowania przy równoczesnym zachowaniu zasadniczych cech kanonu. W pierwszym wariancie, najbardziej klasycznym, wyraźnie zaznaczał się trójdzielny podział budynku, był on nakrywany dachem brogowym i otaczany daszkiem okapowym, każdą część cerkwi wieńczyła kopuła, natomiast dzwonnica była osobną konstrukcją. Drugi wariant cerkwi bojkowskiej posiadał dzwonnicę od zachodu i był nakryty dachem kalenicowym. Wariant trzeci zakładał budowę cerkwi na planie krzyża greckiego, przykrycie ramion transeptu dachem wielopołaciowym i wznoszenie kopuł nad każdym z trzech pomieszczeń świątyni. W niektórych cerkwiach, niezależnie od reprezentowanego przez nie wariantu, pojawia się dodatkowa kaplica nad babińcem, z otworem w ścianie wychodzącym na ikonostas.